# Helina aczeli
Helina aczeli är en tvåvingeart som beskrevs av John Otterbein Snyder 1957. Helina aczeli ingår i släktet Helina och familjen husflugor. Inga underarter finns listade i Catalogue of Life.